# Condado de Elgin

O Elgin é um condado da província Província canadense de Ontário com uma população de 50.069 em 2016. Os maiores centros de população são Aylmer, Port Stanley e Belmont. A sede do condado é St. Thomas, que está separado do município, mas dentro de seu limite geográfico.

## Subdivisões
O condado de Elgin é composto por sete municipalidade incorporados (por ordem de população):
- Municipalidade de Central Elgin
- Township de Malahide
- Vila de Aylmer
- Municipalidade de Bayham
- Municipalidade de West Elgin
- Township de Southwold
- Municipalidade de Dutton/Dunwich

A Cidade de St. Thomas é geograficamente dentro dos limites do condado de Elgin e parte da divisão de censo de Elgin, mas é separado da administração do condado.

## Townships históricas
Inicialmente, o condado de Elgin era uma vez parte do Condado de Suffolk. Foi organizado como um condado separado em 1851 e nomeado após Lorde Elgin, governador-geral do Canadá. O condado tem uma área de (688 sq mi; 1,782 km2)
Aldborough Township 75,197 acres (117 sq mi; 304 km2). Nos primeiros dias, tinha uma floresta de carvalho, castanha e noz preta. Foi estabelecido pela primeira vez em 1804.
Bayham (township) 56,350 acres (88 sq mi; 228 km2). Organizado em 1810 e tornou-se parte do condado de Elgin em 1851. Foi nomeado de Bayham Abbey em Kent, Inglaterra.
Dunwich (township) 69,592 acres (109 sq mi; 282 km2) Primeiro estabelecido em 1803. Durante a Guerra de 1812, apenas doze famílias viveram na township. Em 1817, uma empresa de Highlander de Selkirk estabeleceu-se na Township A Township é nomeado após uma cidade em Suffolk, Inglaterra.
Malahide (township) 69,181 acres (108 sq mi; 280 km2) Organizado em 1810, nomeado para o Malahide Castle na Irlanda, a antiga casa de Thomas Talbot, patriota da região. A Township foi estabelecido pela primeira vez em 1810.
South Dorchester (township). 30,560 acres (48 sq mi; 124 km2) Embora pesquisado em 1798, não foi resolvido até 1826. Este município fazia parte do condado de Middlesex até 1851.
Southwold (township) 72,898 acres (114 sq mi; 295 km2)} Aberto ao assentamento em 1797, no entanto, o primeiro colonizador chegou em 1809. Nomeado para uma cidade inglesa em Suffolk.
Yarmouth (township) 69,181 acres (108 sq mi; 280 km2). Pesquisados em 1792 e estabeleceu-se em 1810.
Fonte: Província de Ontário -- A História 1615 a 1927  por Jesse Edgar Middleton e Fred Landon, copyright 1927, Dominion Publishing Company, Toronto

## Demografia
População histórica:
- 2016: 50,069 (5-taxa de crescimento do ano: 1.0%)
- 2011: 49,556 (5-taxa de crescimento do ano: 0.6%)
- 2006: 49,241 (5-taxa de crescimento do ano: 2.0%)
- 2001: 48,250 (5-taxa de crescimento do ano: 1.2%)
- 1996: 47,752

As figuras abaixo são para a divisão de censo de Elgin, que combina o condado de Elgin e a cidade de St. Thomas.

## Pessoas notáveis do condado de Elgin
- Horace Harvey - Juiz em exercício de Alberta
- John Kenneth Galbraith - Economista canadense/americano
- Mitchell Hepburn - Premier de Ontário
- Rachel McAdams - Atriz
- Joe Thornton - NHL  - Jogador de hóquei profissional